# ميرونتسي
ميرونتسي هي مدينة تقع في جزيرة أنجوان بجزر القمر.
في عام 2003، كان يعيش بالمدينة حوالي 9000 نسمة. يعيش السكان بشكل رئيسي من الزراعة وصيد الأسماك والحرف والتجارة.